# Chironomus fluminicola
Chironomus fluminicola är en tvåvingeart som beskrevs av Weyenbergh 1886. Chironomus fluminicola ingår i släktet Chironomus och familjen fjädermyggor. Inga underarter finns listade i Catalogue of Life.